# Прунени (Клуж)
Прунени (рум. Pruneni) насеље је у Румунији у округу Клуж у општини Алуниш. Oпштина се налази на надморској висини од 398 m.

## Становништво
Према подацима из 2002. године у насељу је живело 47 становника, од којих су сви румунске националности.